# Séléfougou
Séléfougou est localité et une commune rurale du Mali de l'arrondissement central de Kangaré, dans le cercle de Sélingué et la région de Bougouni.

## Histoire
Lors de la réforme administrative de 2023, la commune appartenant au cercle de Kangaba et la région de Koulikoro, est versée dans le cercle de Sélingué, région de Bougouni instaurée depuis 2012.

## Villages
La commune s'étend sur 4 localités relevées lors du recensement général de 2009. 
Les villages les plus peuplés sont :
- Séléfougou (3 173 habitants)
- Fanzan (863 habitants)
- Sanancoro (430 habitants)